# Landreva rica
Landreva rica är en insektsart som beskrevs av Otte, D. 2006. Landreva rica ingår i släktet Landreva och familjen syrsor. Inga underarter finns listade i Catalogue of Life.